# Godyris telesilla
Godyris telesilla är en fjärilsart som beskrevs av William Chapman Hewitson 1863. Godyris telesilla ingår i släktet Godyris och familjen praktfjärilar. Inga underarter finns listade i Catalogue of Life.